# Alexandra Park
Pour les articles homonymes, voir Park.
Alexandra Park est une actrice australienne née le 14 mai 1989 à Sydney.

## Biographie

### Jeunesse
Alexandra est la fille de Mark et de Pip. Elle a un grand frère Joe (diminutif de Joseph) et une petite sœur Caley (diminutif de Michaela). Elle a grandi à Sydney en Australie.

### Carrière
Alexandra Park commence sa carrière en 2009 avec un rôle récurrent dans le soap opera australien Summer Bay dans lequel elle joue jusqu'en 2013.
En 2011, elle décroche un rôle dans la deuxième saison de la série télévisée Son Altesse Alex puis elle joue dans un épisode de la série Packed to the Rafters.
En 2013, elle rejoint le casting principal de la première série télévisée scriptée de la chaine E!, The Royals,, en interprétant la princesse Eleanor Henstridge. La série est une version fictive de la vie de la famille royale britannique, elle est diffusée depuis le 15 mars 2015 aux États-Unis.
En janvier 2016, elle obtient un rôle principal dans le film thriller The Deep End au côté de Nora-Jane Noone. Le tournage a débuté le 18 janvier 2016 à Los Angeles.

### Vie personnelle
En 2014, pendant qu'elle tournait le pilote de la série The Royals, elle a été diagnostiquée atteinte de diabète de type 1. De mai 2012 à juillet 2015, elle était en couple avec Luke Cheadle, un surfeur professionnel et mannequin. Depuis août 2015, elle est en couple avec James Lafferty. En novembre 2017, elle avoue avoir subi des comportements inappropriés de la part de Mark Schwahn, le créateur de la série The Royals. Alexandra vit à Los Angeles, et son meilleur ami est l’acteur Tom Austen, son partenaire dans la série The Royals.[réf. nécessaire] En Septembre 2020, elle se fiance à James Lafferty, ils se marient le 23 mai 2022. 

## Filmographie

### Cinéma
- 2018 : Ben is Back de Peter Hedges : Cara K
- 2023 : Carnifex de Sean Lahiff : Bailey

### Télévision

#### Téléfilm
- 2017 : 12 Feet Deep de Matt Eskandari (en) : Jonna

#### Séries télévisées
- 2009-2013 : Summer Bay : Claudia Hammond / Robyn Sullivan (31 épisodes)
- 2011 : Son Altesse Alex : Veronica (23 épisodes)
- 2011 : Packed to the Rafters : Courtney (Saison 4, épisode 15 : Risky Business)
- 2013 : Wonderland (en) : Jodie (Saison 1, épisode 11 : Comfort Zone)
- 2015-2018 : The Royals : Princesse Eleanor Henstridge (personnage principal - 40 épisodes)
- 2019 : In the Dark : Jenny Dickens (Saison 1, épisode 11 : I Woke Up Like This)
- : Everyone is Doing Great : Andrea Cooper-Davis (personnage principal)

### Courts-métrages
- 2012 : Arc de Max Doyle : Sienna
- 2018 : Shooting in Vain de Jared Januschka : Lucy

### Théâtre
- 2007 : Waiting on Jamie Oliver de Gerry Greenland : Gina

## Interprète
- 2015 : The Royals : Winter Wonderland
- 2017 : The Royals : Let it Go